# 汉奇吡咯合成
汉奇吡咯合成（德語：Hantzschsche Pyrrolsynthese），得名於德国化学家阿图尔·鲁道夫·汉奇，指以β-酮酯(1)与氨（或伯胺）和α-卤代酮(2)合成取代吡咯(3)。